# برنارد كامنت
برنارد كامنت (بالفرنسية: Bernard Comment)‏ (20 أبريل 1960، بورينتري في سويسرا)؛ كاتِب، سيناريست، مترجم وروائي سويسري-فرنسي.